# Едуард Мезвински
Едуард Мезвински наричан още и Ед Мезвински е бивш американски конгресмен. Като член на демократическата партия представлява щата Айова в Конгреса два мандата в периода 1973 – 1977. Прави няколко неуспешни опита да влезе в Сената.
През 2001/02 г. е съден и признат за виновен по 31 от 69 обвинения за 419 банкови измами, след което изтърпява присъдата си системна измама и кражба на данни от 80 месеца лишаване от свобода в американски централен федерален затвор, която афера е по-известна по света като схемата „4-1-9“.
Едуард Мезвински е бивш посланик на САЩ в комисия на Обединените нации за правата на човека в периода от 1977 до 1979 г. До 2011 г. е на режим пробация, а към 2010 г. все още дължи 9 400 000 щатски долара гражданско обезщетение на пострадалите от неговите измамни схеми.